# Freedom Arms

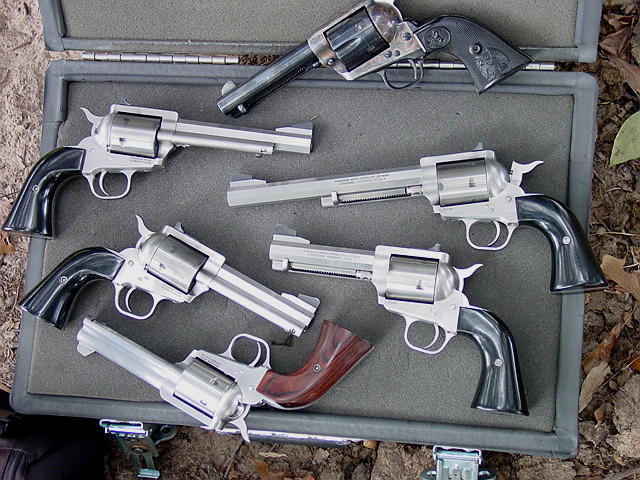
Револьвери Freedom Arms разом з Colt 1873P (згори).

Freedom Arms компанія з виробництва вогнепальної зброї з Фрідома, штат Вайомінг, відома своїм виробництвом потужних револьверів одинарної дії. Компанію було створено в 1978 Вейном Бейкером та Діком Касулломдля виробництва міні-револьвера, а пізніше почали випуск револьверів під потужний набій .454 Casull. Цей 5-зарядний револьвер отримав назву Модель 83. Також Freedom Arms випускала однозарядний пістолет.

## Моделі
Першою зброє Freedom Arms став 5-зарядний міні-револьвер під набій .22 LR відомий як "The Patriot". Пізніше додали револьвери під набої .22 Short та .22 WMR.  Ричард Дж. "Дік" Касулл запатентував (U.S. Patent 4 450 992) поясну кобуру для носіння маленького револьвера. Модель револьвера Boot Pistol мала довгий ствол. Freedom Arms також випускали 4-зарядний міні-револьвер. Компанія Freedom Arms припинила виробництво міні-револьверів в 1990 році. Конструкцію міні-револьверів продали компанії North American Arms.
Співзасновник Дік Касулл експериментував з прототипами набоїв з 1956 року. Касулл відчув, що може запропонувати потужну версію револьвера від набій .45 Colt та .44 Remington Magnum і створив кілька прототипів 5-зарядного револьвера на рамці Ruger Super Blackhawk. Freedom Arms стала першим комерційним виробником револьверів під набій .454 Casull в 1983 році. Цей револьвер до сих пір випускають і до тепер під назвою Модель 83.
Було випущено кілька варіантів Моделі 83, всі з п'ятизарядними барабанами. Перший було випущено в лютому 1985 року під набій .45 Colt (54 екземпляри було продано в період 1986–1989, серійні номери E7201-E7254), наступною стала версія під набій .44 Magnum. В 1991 році Freedom Arms іпредставила Модель 252 під набій .22 long rifle, а в 1992 році tМодель 353 під набій .357 Magnum, в тому числі 9-дюймову версію з максимальною вагою в 4 фунти для участі в змаганнях IHMSA Silhouette. В 1993 році було представлено Модель 555 під набій .50 Action Express. В 1997 та 1999 році було представлено револьвери під набої .41 Magnum та .475 Linebaugh відповідно. В 2005 році компанія Freedom Arms представила власний набій .500 Wyoming Express для револьвера Model 83 .500 WE.
Під набої .454 та .44 Magnum було випущено Модель 83 з довжиною стволу 3-дюйми та без ежекторів. Ці варіанти, під назвами "Marshall" (кількість не відома) та "Packer" (випущено 200 штук — 12 під набій 44 Magnum), мали симетричні рамки, скоріш за все через відсутність ежектора.
В 1997 році було представлено Модель 97, зменшена версія Моделі 83, з барабаном на шість набоїв .357 Magnum (є також барабан під набій.38 Special). В наступному році було представлено п'ятизарядний револьвер під набій .45 Colt, а в 2000 році — п'ятизарядний револьвер під набій .41 Magnum. Шестизарядні револьвери під набої .22LR та .22 Magnum, випускали зі спортивними та матчевими барабанами з 2003 року. В 2004 році було представлено п'ятизарядний револьвер під набій .44 Special. В 2009 році Freedom Arms анонсувала та почала виробництво шестизарядного револьвера .224-32 FA.
В 2010 році було представлено Модель 2008, однозарядний пістолет зі змінними стволами, більшість під гвинтівкові набоїmost in rifle chamberings.

## Запатентовані набої

### .224-32 FA
Кустарний набій .224-32 FA розроблений в 2009 році компанією Freedom Arms для використання в револьвері Модель 97. Набій .224-32 FA розробили для отримання високопродуктивного набою центрального запалення .22 калібру для револьверів щоб можна було полювати на шкідників та хижаків розміром до койота.

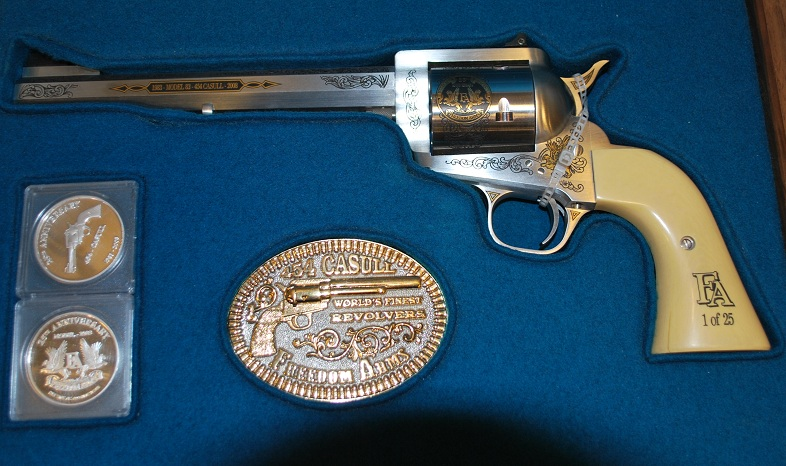
Револьвер Freedom Arms M83